# Nipaslahti
Nipaslahti är en del av sjön Vuokkijärvi i Finland. Den ligger i Suomussalmi kommun i landskapet Kajanaland.